# Tobias Granz
Tobias Granz (* 1660; † 1732) war ein deutscher Jurist.
Granz ließ sich nach der Beendigung seiner Studien als Advokat in Görlitz nieder, wurde dort Stadtrichter und später Schöppe bei der Verwaltung dieser Stadt. Er schrieb allgemeine Abhandlungen über die Jurisprudenz, so eine Disputatio de natura et constitutione iuris (Jena, um 1684), in der mehrere Behauptungen des bekannten Juristen Struve erörtert werden, und eine Dissertatio de principiis iuris personarum (Jena, um 1684). Daneben verfasste Granz Schriften über einzelne Materien der Jurisprudenz, so u. a.: 
- De electione, Jena 1682
- De excusatione absentiae, Jena 1684
- Defensio inquisitorum ex genuinis iurisprudentiae principiis necnon iurisconsultorum et practicorum commentationibus et decisionibus, Frankfurt und Leipzig 1702–03; 2. Auflage ebd. 1718–19
- Defensio reorum, Leipzig 1702